# 阳化站
陽化站（韓語：양화역）是朝鮮民主主義人民共和國咸鏡南道新浦市陽化里的一個鐵路車站，属于平罗线。

## 邻近车站
平罗线
新浦站 - 陽化站 - 江上里站